# Панчишино
Панчишино (укр. Панчишине) — село на Украине, находится в Тепликском районе Винницкой области.
Код КОАТУУ — 0523781302. Население по переписи 2001 года составляет 15 человек. Почтовый индекс — 23823. Телефонный код — 4353.
Занимает площадь 0,017 км².

## Адрес местного совета
23823, Винницкая область, Теплицкий р-н, с. Великая Мочулка, ул. Центральная, 7